# مانستر انرژی
مانستر انرژی (به انگلیسی: Monster Energy) (به فارسی: انرژی هیولا) نوشابه انرژی‌زا است که در آوریل ۲۰۰۲ توسط شرکت نچرال هانسن (که اکنون «شرکت نوشیدنی هیولا» نام دارد) معرفی شده‌است. در آمریکای شمالی ۳۴ نوشیدنی مختلف از این شرکت وجود دارد.
این شرکت همچنین به دلیل حمایت از بسیاری از مسابقات ورزشی مخاطره‌آمیز مانند یواف‌سی، رقابت‌های جایزه بزرگ موتورسواری، نسکار، دوچرخه‌سواری بی‌ام‌اکس، اسکیت و اسنوبورد و همچنین ورزش‌های الکترونیکی شناخته شده‌است.
مانستر انرژی تعدادی از گروه‌های موسیقی در سراسر جهان را حمایت می‌کند، مانندایگی آزیلیا، ۲۱ سویج, اسکینگ الکزندریا، انترکس، ورد الایو، مشین گان کلی، کورن و فایو فینگر دث پانچ. این شرکت علاوه بر حمایت از بازیکن گلف باز حرفه ای تایگر وودز، از مسابقات FIA World Rallycross Championship و PBR: Unleash the Beast Professional Bull Riders حمایت مالی می‌کند.

## عناصر
میزاناکثر نوشیدنی‌های Monster Energy تقریباً ۱۰ میلی‌گرم در هر اونس (۳۳٫۸۱ میلی‌گرم در ۱۰۰ میلی لیتر) است،
بسته‌های این نوشابه انرژی‌زا معمولاً حاوی یک برچسب هشدار دهنده است که به مصرف‌کنندگان توصیه می‌کند بیش از ۴۸ روز در روز نوشیدنی مصرف نکنند. این نوشیدنی‌ها برای خانم‌های باردار یا افرادی که به کافئین حساس هستند توصیه نمی‌شود.
مواد تشکیل دهنده شامل آب گازدار، ساکارز، گلوکز، اسید سیتریک، طعم دهنده‌های طبیعی، تورین، سیترات سدیم، رنگ‌های خوراکی، کارنیتن، تارترات،، اسید سوربیک، بنزوات، نیاسینامید، کلرید سدیم، گلیسین حداکثر گلوکورونولاکتون، اینوزیتول، عصاره دانه گوارانا، پیریدوکسین هیدروکلراید، سوکرالوز، ریبوفلاوین، مالتودکسترین، و سیانوکبالامین و کافین    است.